# C21H26O4
化学式C21H26O4（摩尔质量：342.435 g/mol）可能指：
- 大麻烯，CAS号：70677-47-3
- 16α,17α-环氧-11-酮基黄体酮，CAS号：3684-84-2

|  | 这个同类索引页列出了具有相同分子式的化学物（即同分異構體）条目。 除非您是有意链接至本页，否则应将相应条目的内部链接指向正确的条目。 |